# Az-Zumar
Az-Zumar (arabe : سُورَةُ ٱلزُّمَرِ, français : Les groupes) est le nom traditionnellement donné à la 39e sourate du Coran, le livre sacré de l'islam. Elle comporte 75 versets. Rédigée en arabe comme l'ensemble de l'œuvre religieuse, elle fut proclamée, selon la tradition musulmane,  durant la période mecquoise.

## Origine du nom
Bien que le titre ne fasse pas directement partie du texte coranique, la tradition musulmane a donné comme nom à cette sourate Les groupes, en référence aux versets 71 et 73 parlant des gens allant au Paradis ou en Enfer :
« 71. Et ceux qui avaient mécru seront conduits par groupes à l’Enfer. Puis quand ils y parviendront, ses portes s’ouvriront et ses gardiens leur diront : “Des messagers [choisis] parmi vous ne vous sont-ils pas venus. vous récitant les versets de votre Seigneur et vous avertissant de la rencontre de votre jour que voici ?” Ils diront : si, mais le décret du châtiment s’est avéré juste contre les mécréants. »
« 73. Et ceux qui avaient craint leur Seigneur seront conduits par groupes au Paradis. Puis, quand ils y parviendront et que ses portes s’ouvriront, ses gardiens leur diront : “Salut à vous ! Vous avez été bons : entrez donc, pour y demeurer éternellement”. »

## Historique
Il n'existe à ce jour pas de sources ou documents historiques permettant de s'assurer de l'ordre chronologique des sourates du Coran. Néanmoins selon une chronologie musulmane attribuée à Ǧaʿfar al-Ṣādiq (VIIIe siècle) et largement diffusée en 1924 sous l’autorité d’al-Azhar,, cette sourate occupe la 59e place. Elle aurait été proclamée pendant la période mecquoise, c'est-à-dire schématiquement durant la première partie de l'histoire de Mahomet avant de quitter La Mecque. Contestée dès le XIXe par des recherches universitaires, cette chronologie a été revue par Nöldeke,, pour qui cette sourate est la 80e.
Les auteurs ont été en désaccord sur l’origine mecquoise ou médinoise de la sourate. Neuwirth divise cette sourate en trois parties. Mais cette structure a subi plusieurs ajouts et modifications. Cela est visible dans l’irrégularité des rimes ou la variabilité de la longueur des versets. Il est complexe de déterminer le contexte exact de cette sourate qui possède un fort contexte biblique, juif et chrétien mais aussi des éléments zoroastriens. Certains éléments datent visiblement d’après la mort de Mahomet.

## Interprétations

### Verset 23: une autoréférence
Le verset 23 est une autoréférence, le Coran se décrivant lui-même. Néanmoins, il possède des éléments peu clairs ayant fait l’objet d’interprétations. Le Coran se définit ici (ce qui est peu courant) comme une parole-hadith. Il se décrit ici comme kitaban, traduit par « sous forme de livre ». Or cela signifie moins l’aspect livresque que sa volonté de s’inscrire comme « Écriture sacrée » au même titre que la Bible.
Un terme particulièrement complexe est mathani qui n’apparaît que deux fois dans le Coran. Pour les exégètes musulmans, ce terme désigne certaines parties du Coran, sans qu’il n’y ait de consensus ni sur l’usage du terme, ni sur les parties désignées. Ces hésitations laissent supposer que ce terme est un emprunt, ce que pensent la plupart des universitaires. Pour eux, il dérive, en effet, de « Mishna », peut-être via le judéo-araméen.
Ce terme mishna désigne dans le judaïsme l’enseignement oral de la tradition en opposition avec la Miqra, la Torah écrite. Il serait anachronique d’imaginer cet usage comme une transcription islamique d’une dichotomie Coran/Sunna, cette dernière étant un concept tardif. Le ou les auteurs du corpus coranique ont probablement utilisé ce terme pour octroyer aux textes du Coran une connotation hébraïque. Une autre solution serait de voir dans ce terme une erreur de scribe (n changé en l) en l’absence de point diacritique (plusieurs lettres étant dans ce cas là équivalentes). Ce terme évoquerait alors une récitation orale.

Texte de la sourate (Coran datant de 1874)
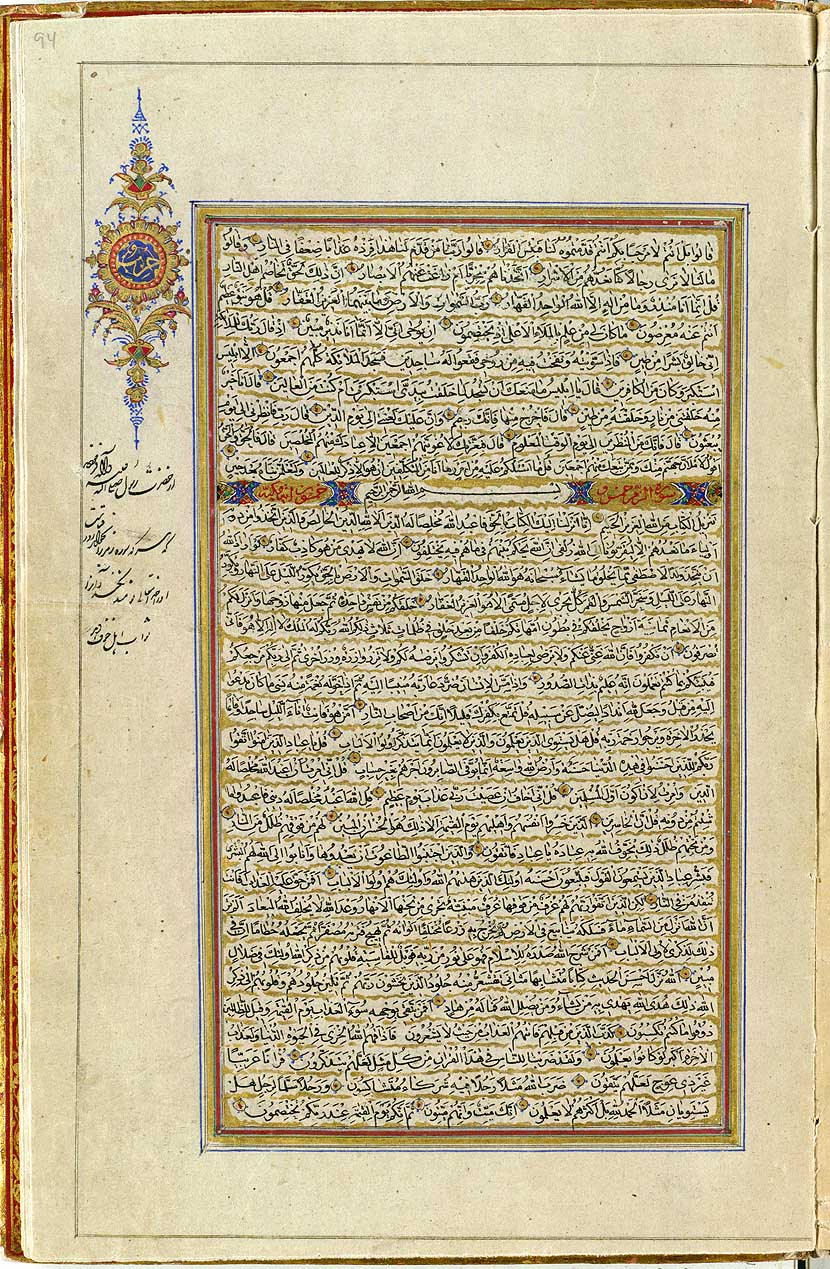
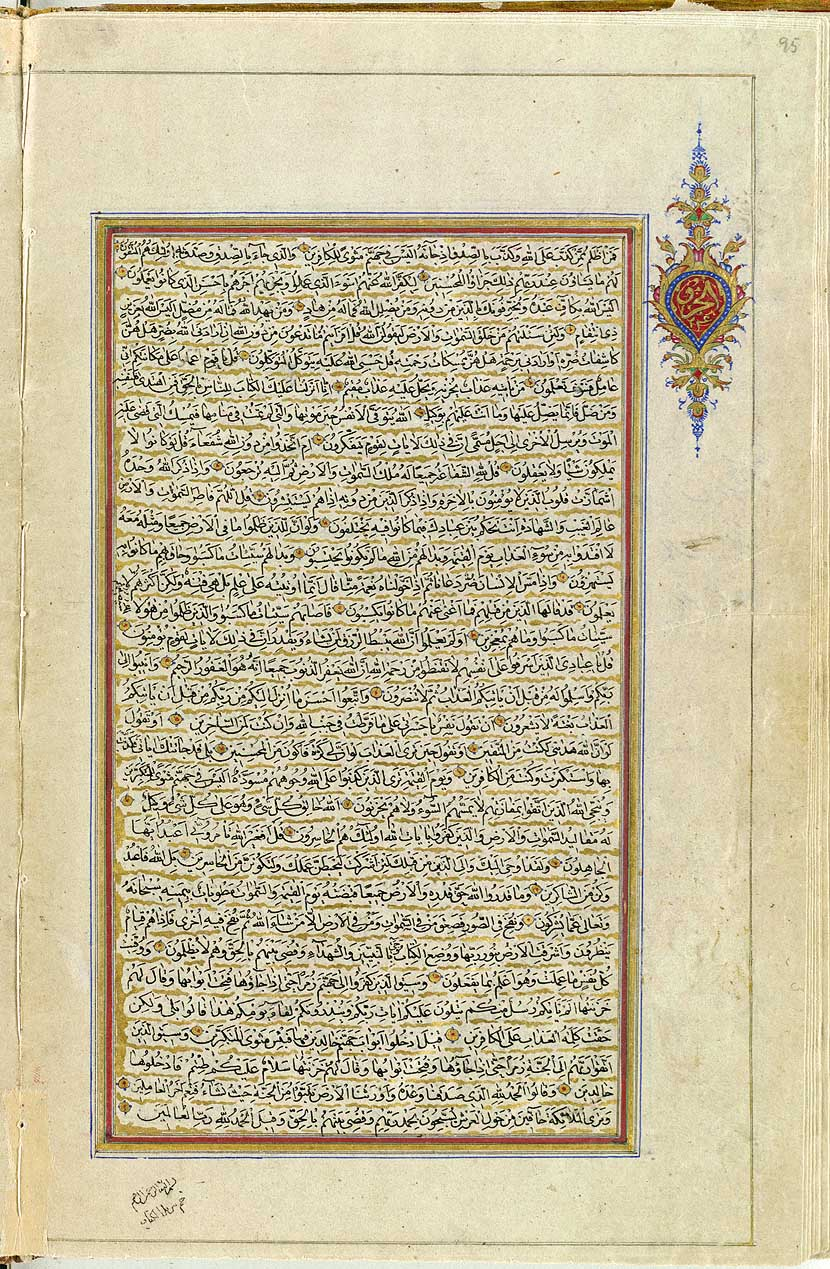